# Septumdefekt
Septumdefekt (av latin septum) avser en onormal förbindelse mellan hjärtats förmak eller kammare på grund av en defekt i septum (skiljevägg) och är ett medfött hjärtfel.
Defekten existerar som en vägg mellan de två förmaken och de två hjärtkamrarna. En öppen skiljevägg mellan förmaken kallas för förmaksseptumdefekt, medan en öppen skiljevägg mellan hjärtkamrarna benämns kammarseptumdefekt.
Både förmaksseptumdefekt och kammarseptumdefekt kan slutas genom en operation och i många fall sluts de av sig själva.